# Marchirolo
Marchirolo est une commune italienne de la province de Varèse dans la région Lombardie en Italie.

## Toponyme
Il est relié au nom latin du dieu Mercurius, à partir de Mercuriolus du fait de la présence probable là d'un temple ou un autel dédié à la divinité.

## Administration
| Période                                  | Période  | Identité          | Étiquette | Qualité |
| ---------------------------------------- | -------- | ----------------- | --------- | ------- |
| 29/5/2007                                | En cours | Pietro Cetrangolo |           | avocat  |
| Les données manquantes sont à compléter. |          |                   |           |         |

### Hameaux
San Paolo, Casa Pardomi, Monte La Nave, Casa Menotti, Domenone, Piacco, Scagno, San Pietro, Casa Bozzolo, Albergo Costebelle, Vaglio, Case Scolari, Cabiaglia, Case Chini, Colonia Montana, Pella, Forcorella